# Avenue Detouche
L'avenue Detouche est un des axes du centre historique de Villemomble.

## Situation et accès
Partant de la rue de la Glacière, cette avenue franchit en souterrain la ligne de Paris-Est à Strasbourg-Ville. Elle croise ensuite le boulevard du Général-de-Gaulle, l'avenue de la République.
Elle rejoint ensuite la place Émile-Ducatte où se trouve le château de Villemomble, et se termine Grande-Rue.

## Origine du nom

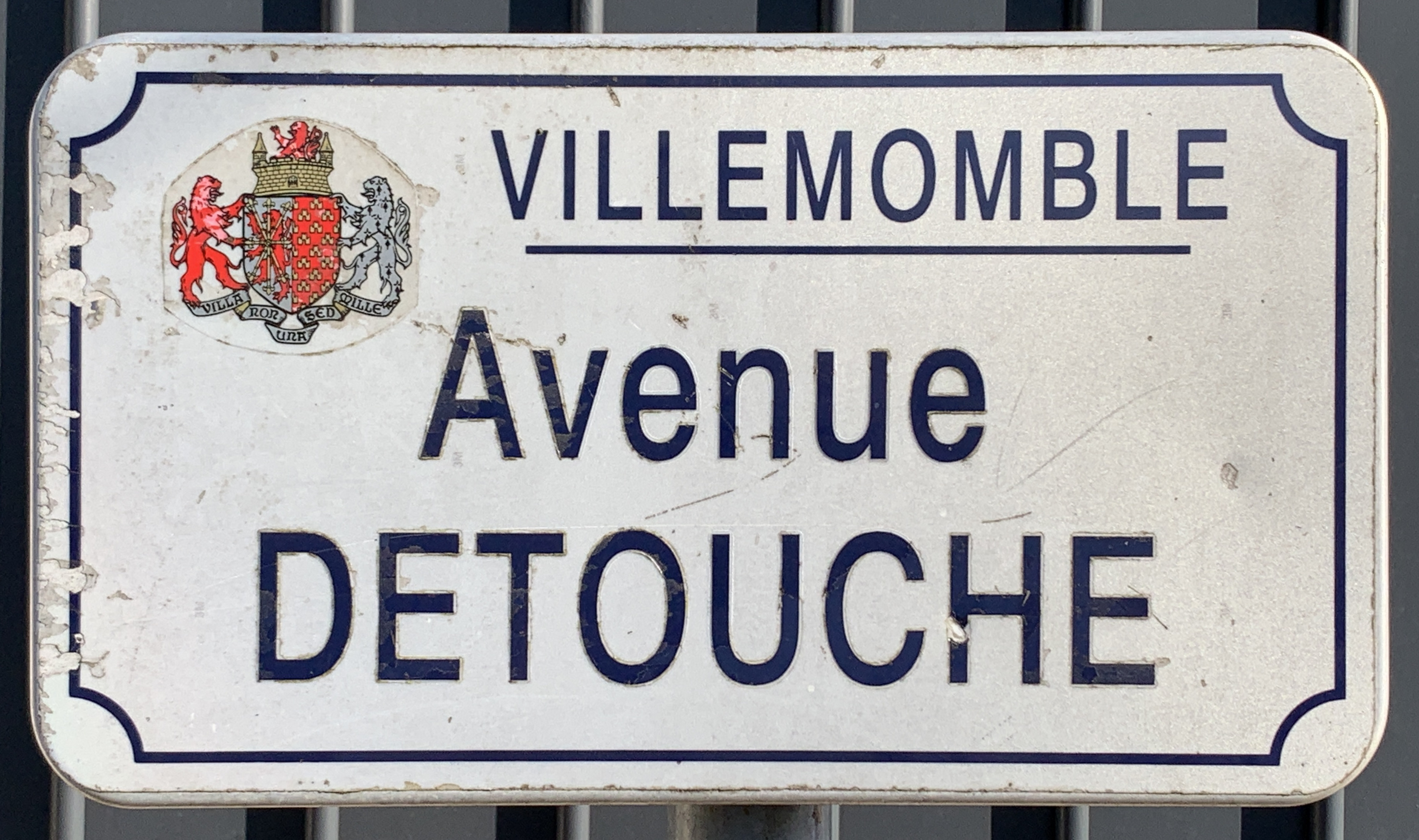
Plaque de l'avenue.

Cette avenue est nommée ainsi en l'honneur de Louis-Constantin Detouche, ancien maire de la ville, enterré au cimetière ancien de Villemomble.

## Historique

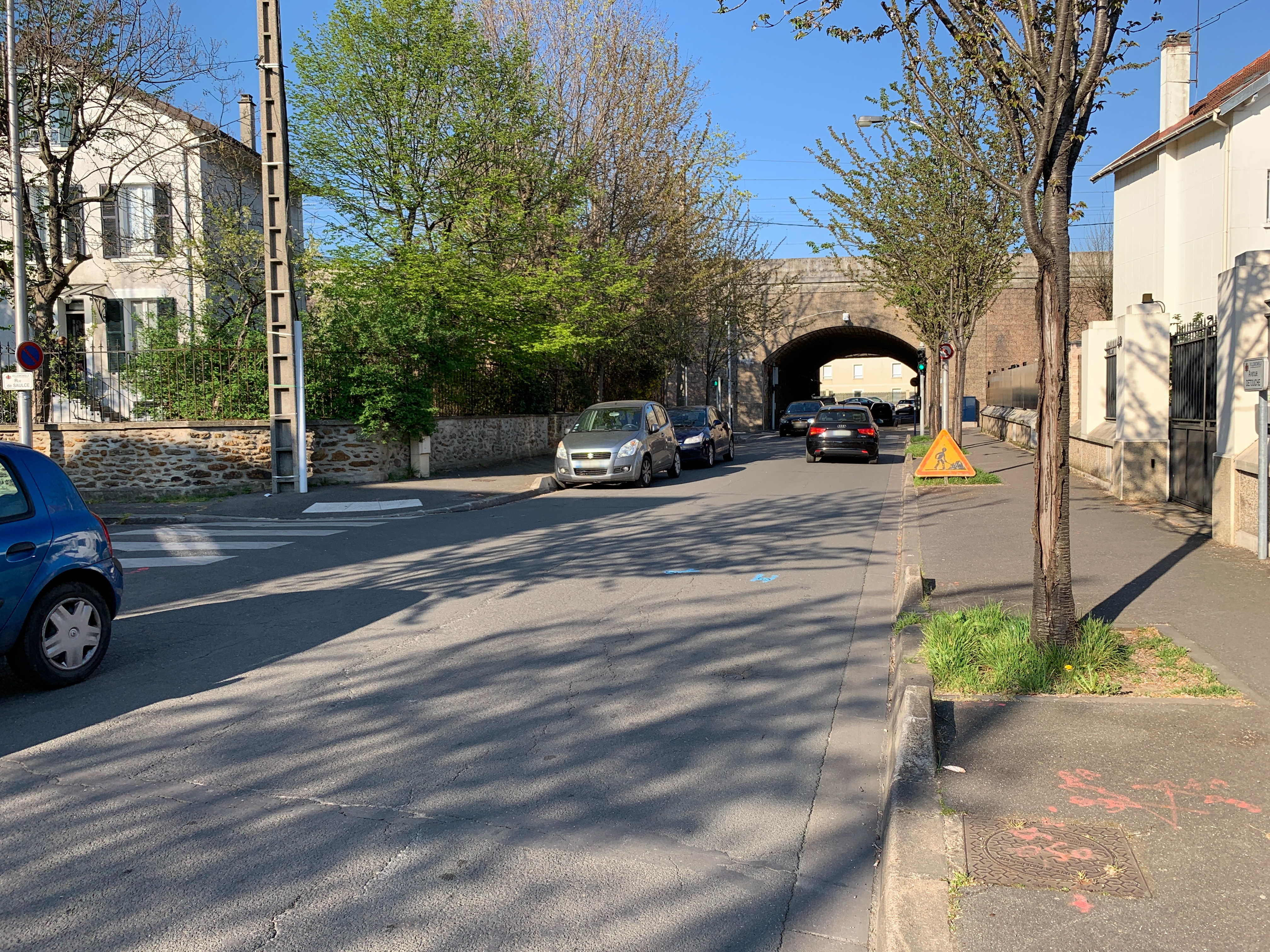
L'avenue en avril 2021.

## Bâtiments remarquables et lieux de mémoire

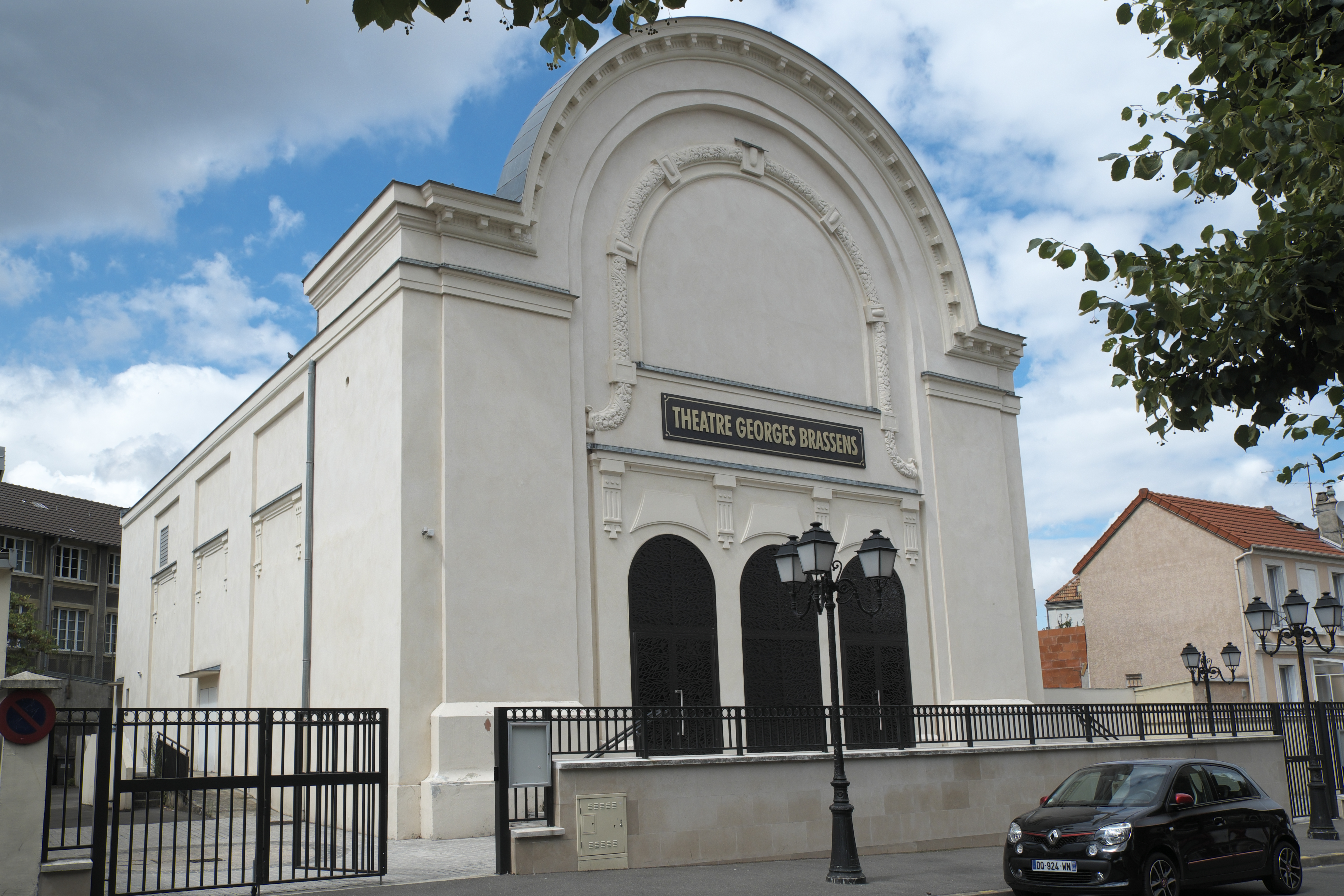
Le théâtre Georges-Brassens.

- Théâtre Georges-Brassens, construit en 1903[3], dont le bâtiment était la salle des fêtes.
- Square de Verdun.
- Église Saint-Louis de Villemomble.
- Château de Villemomble.